# The Midnight Man (film fra 1919)
The Midnight Man er en amerikansk stumfilm fra 1919 af James W. Horne.

## Medvirkende
- James J. Corbett som Bob Gilmore
- Kathleen O'Connor som Nell Morgan
- Joseph W. Girard som Henry Morgan
- Georgia Woodthorpe som Martha Gilmore
- Frank Jonasson som John Gilmore